# Paea Wolfgramm
Paea Wolfgramm (Vava'u, 1º dicembre 1969) è un ex pugile tongano, medaglia d'argento olimpica a Atlanta 1996 nei pesi supermassimi. Quella vinta da Wolfgramm è stata la prima (ed unica) medaglia olimpica del suo paese.

## Carriera
Da dilettante, oltre alla medaglia olimpica, vanta un bronzo ai Giochi del Commonwealth 1994 ed un oro ai campionati oceanici del 1995. Ad Atlanta, sconfisse sulla strada della finale, nell'ordine, il bielorusso Serguei Lyakhovich, il cubano Alexis Rubalcaba ed il nigeriano Duncan Dokiwari, prima di perdere dall'ucraino Volodymyr Klyčko.
Subito dopo le olimpiadi è passato professionista, ma senza grandi successi. Nel 2000 ha combattuto per due volte per un titolo mondiale, perdendo entrambe: per quello WBC si è scontrato con Klyčko, nella rivincita della finale olimpica 1996; per quello IBO con Elieser Castillo. Si è ritirato nel 2001, salvo tornare a disputare un singolo incontro nel 2003. Al termine della carriera da professionista può comunque vantare 20 vittorie e 5 sconfitte.